# Seznam kemikov
Seznam najpomembejših kemikov.

## A
- Franz Carl Achard (Nemčija, 1753 – 1821)
- Arthur Aikin (Anglija, 1773 – 1854)
- Svante August Arrhenius (Švedska, 1859 – 1927)  1903
- Francis William Aston (Anglija, 1877 – 1945)  1922
- Amedeo Avogadro (Italija, 1776 – 1856)

## B
- Leo Hendrik Baekeland (Belgija, 1863 – 1944)
- Johann Friedrich Wilhelm Adolf von Baeyer (Nemčija, 1835 – 1917)
- Derek Harold Richard Barton (Anglija, 1918 – 1998)  1969
- Jöns Jacob Berzelius (Švedska, 1779 – 1848)
- Joseph Black (Škotska, 1728 – 1799)
- Konrad Emil Bloch (Nemčija, ZDA, 1912 – 2000)
- Carl Bosch (Nemčija, 1874 – 1940)  1931
- Robert Boyle (Anglija, 1627 – 1691)
- Henri Braconnot (Francija, 1780 – 1855)
- Charles Julien Brianchon (Francija, 1783 – 1864)
- Alexander Crum Brown (Škotska, 1838 – 1922)
- Eduard Buchner (Nemčija, 1860 – 1917)  1907
- Robert Wilhelm Bunsen (Nemčija, 1811 – 1899)
- Aleksander Mihajlovič Butlerov (Rusija, 1828 – 1886)

## C
- Melvin Calvin (ZDA, 1911 – 1997)  1961
- Wallace Carothers (ZDA, 1896 – 1937)
- Henry Cavendish (Anglija, 1731 – 1810)
- Jyoti Chattopadhyaya (Indija)
- Michel-Eugène Chevreul (Francija, 1786 – 1889)
- Elias James Corey (ZDA, 1928 –)  1990
- Archibald Scott Couper (Škotska, 1831 – 1892)
- Rudolf Criegee (1902 – 1975)
- William Crookes (Anglija, 1832 – 1919)
- Pierre Curie (Francija, 1859 – 1906)  1903

## D
- John Dalton (Anglija, 1766 – 1844)
- John Frederic Daniell (Anglija, 1790 – 1845)
- Humphry Davy (Anglija, 1778 – 1829)
- Peter Joseph William Debye (Nizozemska, ZDA, 1884 – 1966)
- Frederick George Donnan (Anglija, 1870 – 1956)
- Charles Dufraise (Francija, 1885 – 1969)
- Carl Duisberg (Nemčija, 1861 – 1935)
- Warren de la Rue (Anglija, 1815 – 1889)

## E
- Dieter Enders (Nemčija, 1946 – 2019)
- Richard August Carl Emil Erlenmeyer (Nemčija, 1825 – 1909)

## F
- Michael Faraday (Anglija, 1791 – 1867)
- Hermann Emil Fischer (Nemčija, 1852 – 1919)  1902
- Edward Frankland (Anglija, 1825 – 1899)

## G
- Joseph Louis Gay-Lussac (Francija, 1778 – 1850)
- Josiah Willard Gibbs (ZDA, 1839 – 1903)
- John B. Goodenough (ZDA, 1922 – 2023)  2019
- William Sealy Gosset (Anglija, 1876 – 1937)
- Thomas Graham (Škotska, 1805 – 1869)
- Victor Grignard (Francija, 1871 – 1935)  1912
- Frederick Guthrie (Anglija, 1833 – 1886)
- Ivan Gutman (Srbija, 1941 –)

## H
- Fritz Haber (Nemčija, 1868 – 1934)
- Stephen Hales (Anglija, 1677 – 1761)
- Otto Hahn (Nemčija, 1879 – 1968)
- Robert Havemann (Nemčija, 1910 – 1982)
- Ejnar Hertzsprung (Danska, 1873 – 1967)
- Germain Henri Hess (Švica, Rusija, 1802 – 1850)
- Dorothy Crowfoot Hodgkin (Anglija, 1910 – 1994)  1964
- Jacobus Henricus van 't Hoff (Nizozemska, 1852 – 1911)  1901

## K
- Anatolij Fjodorovič Kapustinski (Rusija, 1906 – 1960)
- Friedrich August Kekulé von Stradonitz (Nemčija, 1829 – 1896)
- Volkmar Kohlschütter (Nemčija, 1874 – 1938)
- Adolph Wilhelm Hermann Kolbe (Nemčija, 1818 – 1884)
- Gustaf Komppa (Finska, 1867 – 1949)
- Harold Walter Kroto (Anglija, 1939 – 2016)

## J
- Šinja Jamanaka (Japonska)

## L
- Paul Christian Lauterbur (ZDA, 1929 – 2007)
- Antoine Lavoisier (Francija, 1743 – 1794)
- Sergej Vasiljevič Lebedjev (Rusija, 1874 – 1934)
- Jean-Marie (Pierre) Lehn (Francija, 1939 –)  1987
- Justus von Liebig (Nemčija, 1803 – 1873)
- Johann Josef Loschmidt (Avstrija, 1821 – 1895)
- Martin Lowry (Anglija, 1874 – 1936)

## M
- Lothar Meyer (Nemčija, 1830 – 1895)
- Dimitrij Ivanovič Mendelejev (Дмитрий Иванович Менделеев) (Rusija, 1834 – 1907)
- Henri Moissan (Francija, 1852 – 1907)  1906
- Christian Møller (Danska, 1904 – 1980)
- Edward Williams Morley (ZDA, 1838 – 1923)

## N
- Giulio Natta (Italija, 1903 – 1979)
- Walther Hermann Nernst (Nemčija, 1864 – 1941)  1920
- Alfred Nobel (Švedska, 1833 – 1896)
- Walter Noddack (Nemčija, 1893 – 1960
- Ryōji Noyori / Ryoji Noyori (Japonska, (1938 –)   2001 (Japonska)
- Hitoshi Nozaki (Japonska, 1922 – 2019)

## O
- William Odling (Anglija, 1829 – 1921)
- Lars Onsager (Norveška, 1903 – 1976)  1968
- Wilhelm Ostwald (Nemčija, 1853 – 1932)  1909

## P
- Louis Pasteur (Francija, 1822 – 1895)
- Linus Carl Pauling (ZDA, 1901 – 1994)  1954 1962
- Friderik Pregl (Slovenija, Avstrija, 1869 – 1930)  1923
- Vladimir Prelog (Švica, 1906 – 1998)  1975
- Joseph Priestley (Anglija, 1733 – 1804)

## R
- William Ramsay (Škotska, 1852 – 1916)  1904
- François-Marie Raoult (Francija, 1830 – 1901)
- Robert Robinson (Anglija, 1886 – 1975)  1947
- Arend Joan Rutgers (Nizozemska, 1903 – 1998)

## S
- Paul Sabatier (Francija, 1854 – 1941)  1912
- Carl Wilhelm Scheele (Nemčija, 1742 – 1786)
- Christian Friedrich Schonbein (Nemčija, 1799 – 1868)
- Friedrich Otto Schott (Nemčija, 1851 – 1935)
- Georg-Maria Schwab (Nemčija, 1899 – 1984)
- Glenn Theodore Seaborg (ZDA, 1912 – 1999)  1951
- Dieter Seebach (Nemčija, 1937 –)
- Nikolaj Nikolajevič Semjonov (Николай Николаевич Семёнов) (Rusija, 1896 – 1986)
- Marie Skłodowska-Curie (Poljska, Francija, 1867 – 1934)  1903  1911
- Jens Christian Skou (Danska, 1918 – 2018)  1997
- John Clarke Slater (ZDA, 1900 – 1976)
- Søren Pe-der Lauritz Sørensen (Danska, 1868 – 1939) (povezave ne morem shraniti zaradi "grde" besede v imenu!)
- Charles Soret (Švica, 1854 – 1904)
- Jacques-Louis Soret (Švica, 1827 – 1890)
- Alfred Stock (Nemčija, 1876 – 1946)
- Joseph Wilson Swan (Anglija, 1828 – 1914)

## T
- Louis Jacques Thénard (Francija, 1777 – 1857)

## V
- Johannes Diderik van der Waals (Nizozemska, 1837 – 1923)
- Alexandre-Théophile Vandermonde (Francija, 1735 – 1796)

## W
- Alexander William Williamson (Anglija, 1824 – 1904)
- Friedrich Wöhler (Nemčija, 1800 – 1882)
- William Hyde Wollaston (Anglija, 1766 – 1828)
- Charles Adolphe Wurtz (Francija, 1817 – 1884)